# Acanthagrion floridense
Acanthagrion floridense is een juffer uit de familie van de waterjuffers (Coenagrionidae).
De wetenschappelijke naam van de soort werd in 1946 gepubliceerd door Frederick Charles Fraser.

## Synoniemen
- Acanthagrion peruvianum Leonard, 1977